# 덕이
《덕이》는 2000년 4월 22일부터 2000년 12월 31일까지 방영된 SBS 대기획이며 김현주가 성인 정귀덕 역으로 낙점됐을 뿐 나머지 성인 배우들 섭외 문제 때문에 어려움을 겪어왔는데 이 당시 SBS는 1997년 10월 19일 '숙희 정희' 편 촬영 도중 안전조치 미비 때문에 스턴트맨 이상영씨가 물에 빠져 숨진 것으로 인해 물의를 사 1998년 1월 23일 막 내린 《70분 드라마》이후 정규 단막극을 한동안 편성하지 않아 이렇다할 신인 탤런트 발굴에 어려움을 겪어오고 있었으며 김현주(성인 정귀덕 역)는 해당 작품에 앞서 KBS 2TV 월화 미니시리즈 《가을동화》캐스팅 물망에 올랐지만 시청률이 부진한 시간대라 고사했고 차태현이 이 작품(가을동화) 캐스팅 물망에 올랐으나 역시 시청률이 부진한 시간대라 거절했는데 이 당시 KBS는 IMF 등 여러 가지 문제 때문에 19기(1997년)를 끝으로 공채 탤런트 제도를 선발하지 않아 김재형 PD 사건, 강성연 사건 때문에 한바탕 홍역을 치뤄 캐스팅 비리 사건이 여러 차례 발생하기도 했다.

## 기획 의도
1950년 6.25 전쟁에서 1980년 5.18 민주항쟁까지 30년 동안을 배경으로 펼쳐지는 드라마

## 등장 인물

### 주요 인물
- 김현주 : 정귀덕 역 (아역 : 신지수)

빨치산의 딸로 태어나 정미소 집에서 맡아 키워진다. 착하고 희생정신이 강하다. 초등학교만 졸업하고 약초방을 열어 한의학을 공부한다. 출생의 비밀을 알고 가출하지만 납치를 겪고 집으로 돌아온다. 양엄마인 순례가 병으로 고생하자 영국이 구해온 산삼으로 적극 간호해 병을 낫게 한다. 자신의 출생의 비밀을 알고도 곁에 있어준 영국이와 결혼에 성공한다.
- 강성연 : 정귀진 (장귀진) 역 (아역 : 이정윤)

편지를 조작하여 귀덕이 대신 군수집 양녀로 들어간다. 사촌 오빠인 지석과 사귀게 되고 지석의 아이를 임신하게 된다. 귀진은 지석에게 임신 사실을 털어놓지만 지석은 자살하고 홀로 애를 출산한다. 미혼모란 꼬리표를 달고 키울 자신이 없어 아이를 고아원에 맡기게 된다. 아이가 보고 싶어 고아원을 찾아갔지만 고아원에서 아이를 입양 보냈단 말을 듣고 방황하는 귀진은 집을 찾아간다. 귀덕에게 이모 부부한테 입양 보냈단 말을 듣고 마음을 고쳐먹는다.
- 고두심 : 김순례 (귀덕 양모) 역

병수, 병호, 귀진의 엄마. 남편과 자식 때문에 마음 고생하고 병까지 걸리게 된다.

### 정노인 일가
- 김인문 : 정노인 역

정한구의 아버지이자 김순례의 시부이며 병수, 병호, 귀진의 할아버지이자 귀덕의 양할아버지. 정미소를 운영하는 부자. 빨치산인 이상혁이 귀덕을 정미소에 맡긴 후 귀덕은 하늘이 준 우리 자식이며 친손녀인 귀진과 귀덕을 이란성 쌍둥이로 하고 귀덕을 귀진의 동생으로 하라고 며느리인 김순례에게 명령한다. 2회에서 국군이 빨치산 습격 당시 정미소만 멀쩡했던 것을 두고 정노인을 빨갱이라 의심하여 고문을 가하였고 고문을 받고 사망한다. 47회에서 정노인의 기일에 김순례가 정노인의 영정 사진을 닦으면서 과거 정노인이 자신에게 귀덕이에 대해 당부하는 장면이 잠깐 방송되었다.
- 박영규 : 정한구 (귀덕 양부) 역

캬바레 사장이며 병수, 병호, 귀진의 아버지. 무책임하고 뻔뻔하다. 돈 때문에 가족을 버리고 도주한 뒤, 첩과 함께 내려온다. 캬바레에 눈이 멀어 귀덕이를 윗방아기로 팔아 넘긴다. 돈 사고를 치고 일처리는 귀덕이 해줬지만 귀덕의 빨치산 딸임이 밝혀지고 귀덕에게 모진 소리를 한다.
- 조형기 : 최달중 (4남매의 이모부) 역 - 이용사
- 이혜숙 : 김순영 (4남매의 이모) 역 - 미용사
- 박상민 : 정병수 (귀덕, 귀진의 첫째 오빠) 역 (아역 : 김학준, 정은찬)

방탕한 싸움꾼으로 자라 온갖 사고를 치고 다닌다.
- 정성환 : 정병호 (귀덕, 귀진의 둘째 오빠) 역 (아역 : 이재현)

마음씨는 착하다. 방앗간에서 일어난 절단사고를 당해 한쪽 팔을 잃는다.
- 윤기원 : 최재동 역 (아역 : 최상학) - 이용사
- 박시은 : 신애리 역 - 재동의 부인

### 정귀덕 주변
- 김주승 : 이상혁 (귀덕의 생부) 역
- 김혜영 : 남현숙 (귀덕의 생모) 역
- 김태우 : 박영국 역

거지 왕초 시절부터 귀덕을 알게 되어 짝사랑한다. 귀덕과 결혼을 약속하는 사이로 발전하지만 운동권 학생인 호영을 숨겨준 죄로 감옥에 가게 된다. 74회에서 귀덕과 결혼한다.
- 김병기 : 여인숙 주인 역

### 정귀진 주변
- 박정철 : 임지석 역

임정애의 조카 귀덕에게 호감을 가지지만 지석을 짝사랑해온 귀진의 음모로 귀덕과 헤어진다. 이후 귀진과 사랑에 빠지지만 귀진을 임신시켰단 죄책감에 자살한다.

### 장천일 일가
- 백윤식 : 장천일 (귀진의 양부) 역 - 전 제천군수
- 이덕희 : 임정애 (귀진의 양모) 역
- 윤미향 : 군수댁 식모 복순 역

31회부터는 등장하지 않음

### 박노인 일가
- 이순재 : 박노인 역

석만의 할아버지이자 박부잣집의 가장. 귀덕이 윗방아기로 들어오지만 귀덕을 침대에서 따로 자게 하며, 실제 윗방아기 풍습에서 하는 일들은 하지 않는다. 지극히 인자한 인성을 가지고 있으며, 이후 귀덕의 인생의 정신적 지주가 된다. 14회에서 사망 후 하차.
- 조재훈 : 박근식 역

석만의 아버지이자 덕이의 배경인 제천의 운수회사를 운영하는 사장. 지극한 효자였으며, 아버지 박노인이 노환으로 기력을 잃어가자 귀덕이를 윗방아기로 들인다.
- 안해숙 : 주여사 역

석만의 엄마. 석만이 귀덕을 좋아하자 두 사람의 교제를 심하게 반대한다.
- 이승형 : 박근식의 첫째 아들 역
- 김희정 : 혜란 역 - 박근식의 첫째 며느리
- 김정민 : 박석만 역 - 박근식의 둘째 아들

귀덕이 윗방아기로 들어왔을 때부터 따뜻한 눈으로 바라봐주었다. 30회부터 귀덕이 성인되었을 때는 버스회사 전무로 재직. 어릴 때부터 봐오던 귀덕을 사랑하여 반대에도 불구하고 결혼을 준비하지만 귀덕이 빨치산의 친 딸임이 밝혀져 귀덕의 곁을 떠난다.

### 중국집 일가
- 김영기 : 양사장 역

### 주인태 일당
- 박영록 : 주인태 역
- 조상현 : 주인태의 부하 역
- 지성환 : 주인태의 부하 역
- 최진홍 : 주인태의 부하 역

### 김동포 일당
- 손호균 : 김동포 역
- 박세범 : 김동포의 부하 역
- 서범식 : 김동포의 부하 역
- 이시은 : 김동포의 부하 역
- 이가돈 : 김동포의 부하 역

### 칠성판 일당
- 이계인 : 칠성판 역

### 그외 인물
- 강승연 : 박덕이 역
- 김민정 : 한정은 역
- 이창주 : 정귀덕의 남편 정수 역
- 이자영 : 양숙희 역 - 정한구의 후처
- 노현희 : 신사장 역
- 조여정 : 메리송 역

병수가 낭떠러지에서 밀어 추락사한다.
- 최선자 : 최노파 역

덕이의 생모를 살리고 절에 숨겨 놓는다. 딸을 찾아달란 덕이의 생모 부탁으로 딸을 찾아나선다.
- 신신애 : 서울댁 역

덕이를 구박하다 누명을 씌우기까지 한다.
- 신소민
- 김주영
- 손소영
- 정요숙
- 황미선
- 민경조
- 임채연
- 장은비
- 성은 : 다방 여종업원 역
- 송희아
- 양은용
- 박성혜
- 고미영
- 김미희
- 방경림
- 조권탁
- 조선주
- 권오영
- 김수련
- 원숙희
- 이다연
- 고태산 : 형사 역
- 장희웅
- 주효만
- 박현정
- 김진구
- 이제신
- 유복녀
- 이영자
- 김영일
- 송지영
- 곽상호
- 강동영
- 나기순
- 최진홍
- 유형관
- 문혁
- 이상은
- 소유진 : 추풍각 기생 역
- 장정희
- 윤태영 : 호영 역
- 옥승일
- 오아랑
- 정종현 : 형사 역
- 서춘화
- 이은우 : 천우영 역
- 김성수 : 창수 역
- 이상철 : 용식 역
- 박규점
- 맹봉학 : 형사 역
- 김미자 : 말자 역. 중도 하차
- 임영식 : 상진 역.
- 정한헌 : 한구 사업 동업자 역.
- 강성하
- 함재석
- 김호진
- 유형관
- 한춘일
- 윤갑수
- 최성웅
- 이종래
- 김홍수
- 김태종
- 박규점
- 유순철
- 김경하
- 김종엽 : 소리선생 역
- 김은숙 : 김마담 역. 박영국을 사랑한다

## 수상
- 2000년 SBS 연기대상 대상 고두심
- 2000년 SBS 연기대상 여자 우수상 김현주
- 2000년 SBS 연기대상 여자 우수상 강성연
- 2000년 SBS 연기대상 여자 아역상 신지수
- 2000년 SBS 연기대상 여자 아역상 이정윤
- 2000년 SBS 연기대상 빅스타상 고두심
- 2000년 SBS 연기대상 빅스타상 박영규
- 2000년 제 13회 한국방송작가상 드라마 부문상 이희우

## 참고 사항
- 작가 이희우는 1997년 <형제의 강> 이후 3년 만에 SBS로 돌아왔다.
- 원래 제목은 <아리랑의 딸>이었으며 지리산을 배경으로 한 소녀가 소리꾼이 되는 과정을 그리려 했으나 연기와 창을 동시에 소화할 수 있는 배우를 찾기가 어려운 데 이어 시청자들의 호감도가 떨어질 것이라 판단하여 제목이 변경됐다.[5]
- 귀덕, 귀진 이모부 역의 조형기는 <덕이> 방영 당시 같은 방송사 드라마 <도둑의 딸>에서 홍반장 역으로 출연했으며 차승원이 박영국 역 물망에 올랐으나[6] 도회적인 이미지란 이유 탓인지 불발됐다.
- 개성이 살아있는 등장인물의 캐릭터와 시대극에 걸맞은 구수한 이야기 전개로 호평을 받았으며 큰 성공을 거두었다.[7]
- 주요 등장 인물들이 선과 악의 대립구도 속에 한 극단을 차지하여 정상적인 심리구조를 지닌 등장인물들을 찾기 힘들었다는 비난을 받았다.
- 당초 50부작으로 기획되었으나[8] 높은 시청률에 힘입어 20편 늘린 70회로 끝낼 예정이었다. 그러나, 후속작 <그래도 사랑해>의 남자 배우 캐스팅 문제로 어려움을 겪게 되자 4편 늘린 74회로 막을 내렸다.
- 혼돈의 시대를 거치면서 좌절과 절망에 굴하지 않는 한국의 여인상을 제시, 새로운 삶을 위한 길잡이 역할을 했다는[9] 호평을 받아 2000년 12월 열린 제 13회 한국방송작가상 드라마 부문 수상의 영예를 안았다.
- 같은 회사(SBS 프로덕션) 작품인 <은실이>(12회)에 이어[10] SBS에서 2연속 한국방송작가상 드라마 부문 수상의 영예를 안았으며 해당 작품, <은실이>와 마찬가지로 같은 SBS 프로덕션 외주제작이었던 <모래시계>(8회)[11]에 이어 SBS의 3번째 한국방송작가상 드라마 부문 수상작이기도 했고 김현주 (정귀덕 역)가 1996년 고등학교 졸업과 함께 SBS 공채 6기 탤런트 시험에 응시했으나[12] 탈락한 것을 제 13회 한국방송작가상 드라마 부문 수상으로[13] 억울함을 조금이나마 덜어냈는데 해당 작품과 같은 SBS 프로덕션 외주제작 드라마인 <은실이>에서 양길례 역을 맡았던 김원희는 1992년 3월 SBS 공채 2기 탤런트 시험에 응시했지만 탈락한 것을 제 12회 한국방송작가상 드라마 부문 수상으로[14] 억울함을 조금이나마 덜어내기도 했다.

## 같이 보기
- 유심초
- 옥이 이모
- 전쟁과 사랑
- 엣지TV